# سنايبر إليت في2
سنايبر إليت في2 (بالإنجليزية: Sniper Elite V2)‏ هي لعبة فيديو من نوع تسلل والتصويب، وتعد الجزء الثاني من السلسلة، أنتجت يوبي سوفت الجزء الثاني سنة 2012م، وتعمل لأنظمة بلاي ستيشن 3 وإكس بوكس 360 ووي يو ومايكروسوفت ويندوز.